# Csanád Gémesi
Csanád Gémesi (Gödöllő, 13 de noviembre de 1986) es un deportista húngaro que compite en esgrima, especialista en la modalidad de sable.
Participó en dos Juegos Olímpicos de Verano, obteniendo dos medallas en la prueba por equipos, bronce en Tokio 2020 (junto con Tamás Decsi, András Szatmári y Áron Szilágyi) y plata en París 2024 (con Krisztián Rabb, András Szatmári y Áron Szilágyi).
Ganó siete medallas en el Campeonato Mundial de Esgrima entre los años 2014 y 2025, y ocho medallas en el Campeonato Europeo de Esgrima entre los años 2013 y 2024.

## Palmarés internacional
| Juegos Olímpicos   | Juegos Olímpicos      | Juegos Olímpicos  | Juegos Olímpicos  |
| Año                | Lugar                 | Medalla           | Prueba            |
| ------------------ | --------------------- | ----------------- | ----------------- |
| 2020               | Tokio (Japón)         | Medalla de bronce | Sable por equipos |
| 2024               | París (Francia)       | Medalla de plata  | Sable por equipos |
| Campeonato Mundial |                       |                   |                   |
| Año                | Lugar                 | Medalla           | Prueba            |
| 2014               | Kazán (Rusia)         | Medalla de bronce | Sable por equipos |
| 2017               | Leipzig (Alemania)    | Medalla de plata  | Sable por equipos |
| 2018               | Wuxi (China)          | Medalla de bronce | Sable por equipos |
| 2019               | Budapest (Hungría)    | Medalla de plata  | Sable por equipos |
| 2022               | El Cairo (Egipto)     | Medalla de plata  | Sable por equipos |
| 2023               | Milán (Italia)        | Medalla de oro    | Sable por equipos |
| 2025               | Tiflis (Georgia)      | Medalla de plata  | Sable por equipos |
| Campeonato Europeo |                       |                   |                   |
| Año                | Lugar                 | Medalla           | Prueba            |
| 2013               | Zagreb (Croacia)      | Medalla de plata  | Sable por equipos |
| 2014               | Estrasburgo (Francia) | Medalla de bronce | Sable individual  |
| 2015               | Montreux (Suiza)      | Medalla de bronce | Sable por equipos |
| 2017               | Tiflis (Georgia)      | Medalla de bronce | Sable por equipos |
| 2018               | Novi Sad (Serbia)     | Medalla de oro    | Sable por equipos |
| 2019               | Düsseldorf (Alemania) | Medalla de plata  | Sable por equipos |
| 2022               | Antalya (Turquía)     | Medalla de oro    | Sable por equipos |
| 2024               | Basilea (Suiza)       | Medalla de oro    | Sable por equipos |